# Radio Veronica
Radio Veronica, także później Veronica Omroep Organisatie – w pierwszej fazie istnienia piracki (1960-1974), a następnie prywatny nadawca radiowy w Holandii. Stacja nadawała na falach średnich o częstotliwości 1562 kHz. Jako stacja piracka nadawała z eksterytorialnych wód Morza Północnego. Istnienie popularnego pirackiego radia zmieniło rynek mediów w Holandii.

## Statki
Radio Veronica nadawała z kilku statków, a pierwszym i najdłużej działającym był latarniowiec Borkum Riff. Został zbudowany w roku 1911, jego długość wynosiła 141 stóp, a ciężar 485 ton. Stacjonował w ujściu rzeki Ems, 54 mile od miasta Emden. Był to trójmasztowiec z dominującym środkowym masztem. Środkowy maszt statku emitował nocą czerwone światło, skrajne maszty emitowały światło białe przy pomocy soczewek Fresnela z palnikami na benzynę. Statek zelektryfikowano w roku 1918, a sześć lat później zmieniono maszt na wieżę z optyką obrotową. Podczas obu wojen światowych statek przebywał w porcie, a w czasach pokoju służył jako latarnia, aż do roku 1956. Następnie w roku 1959 został sprzedany VROP (Vrije Radio Omroep Netherland) w Hilversum. Usunięto wieżę emitującą światło i między dwoma masztami rozciągnięto antenę nadawczą na wysokości 66 stóp. Statek zacumowano 3 mile od Scheveningen i wyposażono w nadajnik o mocy 10 kW. Statek wymieniono na nowszy w roku 1966.
Borkum Riff został zastąpiony przez statek Norderney, wybudowany w latach 1949-1950. Jego wyporność wynosiła 399 ton, a długość 40,50 m. Cumował w okolicy Scheveningen na wodach międzynarodowych. W okresie od 11 do 18 kwietnia 1973 Norderney został czasowo zastąpiony przez MV Mi Amigo, jednostkę o wadze 470 ton i długości 40,5 m, używaną wcześniej przez inne pirackie radiostacje: Radio Caroline, Radio Caroline South, Radio 199, Radio Nord, radio Atlanta.

## Działalność piracka
W momencie powstania radia, sytuacja holenderskiej radiofonii była niesprzyjająca dla słuchacza pragnącego lekkiej rozrywki i muzyki popularnej. W kraju istniały tylko trzy rozgłośnie publiczne, a ich czas antenowy był podzielony między cztery organizacje zrzeszające słuchaczy: AVRO, katolicką KRO, socjalistyczną VARA i protestancką NCRV, a każda liczyła co najmniej 400 000 członków. Kościoły i partie polityczne mogły nadawać 5% ogólnego czasu antenowego. Nad ładem w eterze, a także nad przestrzeganiem prawa i porządku publicznego czuwała NRU – Niderlandzka Unia Radiowa. Do tego dochodził brak koordynacji między poszczególnymi programami publicznej radiofonii. Prowadziło to do nudy i monotonii w eterze i w efekcie dało podstawy do powstania niezależnej pirackiej stacji radiowej, działającej poza wypracowanym schematem mediów i nietrzymającym się obowiązujących ustaleń.
Radiostacja została założona w roku 1960 i nadawała ze statku zacumowanego poza holenderskimi wodami terytorialnymi. Działała na zasadzie rozgłośni komercyjnej, emitowała reklamy, z których się utrzymywała, a także muzykę popularną i programy rozrywkowe. Radio w takim formacie okazało się dużym sukcesem, zwłaszcza wśród młodych słuchaczy, toteż wkrótce powstała również piracka telewizja REM, nadająca ze sztucznej wyspy. Zarówno pirackie radio, jak i telewizja były wykorzystywane przez biznes do nadawania reklam, które podówczas w mediach publicznych nie istniały ze względów estetycznych i światopoglądowych.

## Konkurencja
Na wodach Morza Północnego działała piracka rozgłośnia radiowa Radio Northsea International (RNI), która w późnych latach 60. stanowiła konkurencję dla Radia Veronica i odbierała mu słuchaczy. W sierpniu 1970 rozgłośnia RNI ogłosiła zamknięcie, a na antenie pojawił się komunikat, mówiący, że radio przestaje nadawać, gdyż inaczej rząd niderlandzki zamknie Radio Veronica „tak bardzo kochane przez Holendrów”. W istocie zamknięcie rozgłośni nie było aktem dobrej woli ze strony NRI; radiostacja ta straciła większość swoich pieniędzy, a samo zamknięcie zostało opłacone przez Radio Veronica. Przekazało ona ponad milion guldenów firmie Mebo Ltd, właścicielowi radia RNI w zamian za dwa miesiące milczenia. Częścią tej transakcji było również zajęcie statku Mebo II należącego do szwajcarskich właścicieli radia RNI. Postanowili oni przejąć statek podstępem. 6 stycznia wysłano niewielką łódź z informacją dla kapitana statku wyznaczonego przez Radio Veronica. Poproszono go o natychmiastowe przypłynięcie do brzegu w związku z sytuacją awaryjną. Już na lądzie, gdy kapitan poszedł do biura, statek został opanowany przez ludzi związanych z poprzednim właścicielem. 

## Zakończenie działalności pirackiej

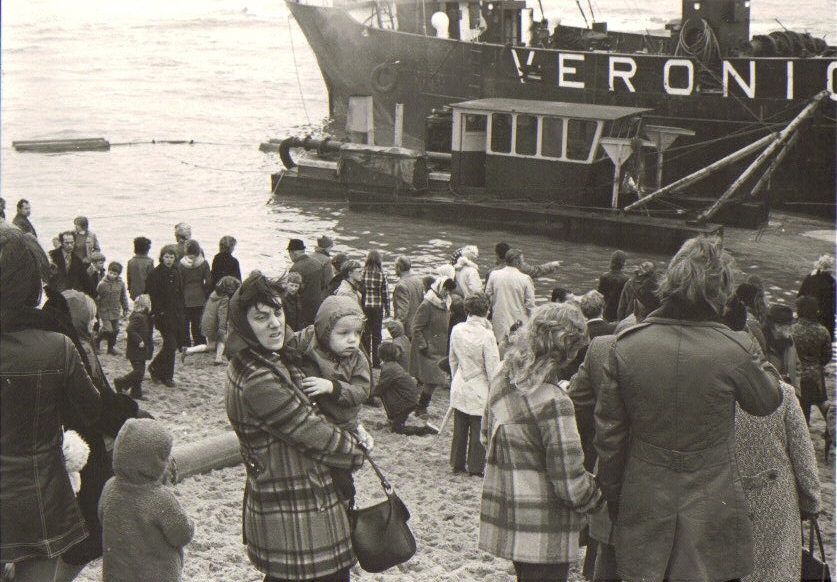
Statek Radio Veronica wyrzucony na brzeg po sztormie

W roku 1965 Niderlandy zostały sygnatariuszem podpisanej w Strasburgu konwencji o zapobieganiu transmisji radiowej przez podmioty położone poza granicami krajów sygnatariuszy, co było uderzeniem w pirackie stacje radiowe. Konwencja nakładała obowiązek nie tylko likwidacji stacji, ale również zapobiegania powstawania nowych i karanie podmiotów naruszających prawo i wszelkich osób pomagających w działalności nielegalnych stacji. Konwencja trafiła do ratyfikacji przez drugą izbę Stanów Generalnych w kwietniu 1973. Zbieg okoliczności sprawił, że w tym czasie sztorm spowodował, iż statek pirackiej rozgłośni został wyrzucony na plażę w Scheveningen, będącym nadmorską dzielnicą Hagi. Jako że prawo nie zostało jeszcze ratyfikowane, władze państwowe nie zdecydowały się na zajęcie statku, który stał się atrakcją turystyczną. 18 kwietnia, w rocznicę powstania rozgłośni, w Hadze zorganizowano demonstrację w obronie radiostacji, która zgromadziła ok. 60 tysięcy osób. Statek został ściągnięty z mielizny i rozgłośnia wznowiła nadawanie. 
Podczas debaty w Stanach Generalnych głos zabierali zarówno zwolennicy, jak i przeciwnicy Radia Veronica. Zwolennicy argumentowali, że radio spowodowało rozwój rynku muzycznego w Niderlandach, a wielu wykonawców lansowanych przez radio zrobiło światową karierę, rozwinął się również rynek płytowy. Ostatecznie prawo zostało ratyfikowane 28 czerwca 1973, a większość głosujących opowiedziała się za zamknięciem rozgłośni. Jednym z postanowień było zwiększenie ilości muzyki rozrywkowej emitowanej w stacjach radiofonii publicznej i odblokowanie zakazu emisji reklam. Jedną z natychmiastowych konsekwencji zmian było tąpnięcie na rynku prasy, która dotychczas utrzymywała się z reklam i miała pod tym względem pozycję dominującą.

## Nadawca prywatny
Monopol stacji publicznych na nadawanie w Niderlandach istniał jeszcze w latach 90. XX wieku. Część personelu Radia Veronica i pirackiego brytyjskiego Radia Caroline rozpoczęła nadawanie jako radio satelitarne z terytorium Wielkiej Brytanii. Programy te trafiły następnie do telewizji kablowej i na fale ultrakrótkie, do takich stacji jak Cable One, Sky Radio, Radio 538 czy RTL. W tym samym czasie złamano monopol nadawcy publicznego i kilka częstotliwości przeznaczono dla nadawców prywatnych. O częstotliwości starało się 28 podmiotów dla pięciu ogólnokrajowych sieci. Częstotliwości UKF rozdzielono między nadawcę RNN, nadającego muzykę pop w języku niderlandzkim i angielską stację Classic FM, a na falach średnich między Radio 10, Holland FM i magazyn Elle. Radio Veronica podjęło decyzję zostania nadawcą prywatnym poza systemem radiofonii publicznej. W tym celu wykupiło Holland FM i używając nadajnika o sile 60 KW, uruchomiło Veronica Hit Radio. W roku 1999 stacja rozpoczęła nadawanie na falach ultrakrótkich i przystąpiła do konsorcjum TALPA, założonego przez Johna de Mol, do 1974 operatora pirackiej stacji Radio Nordsee.

## Współczesność

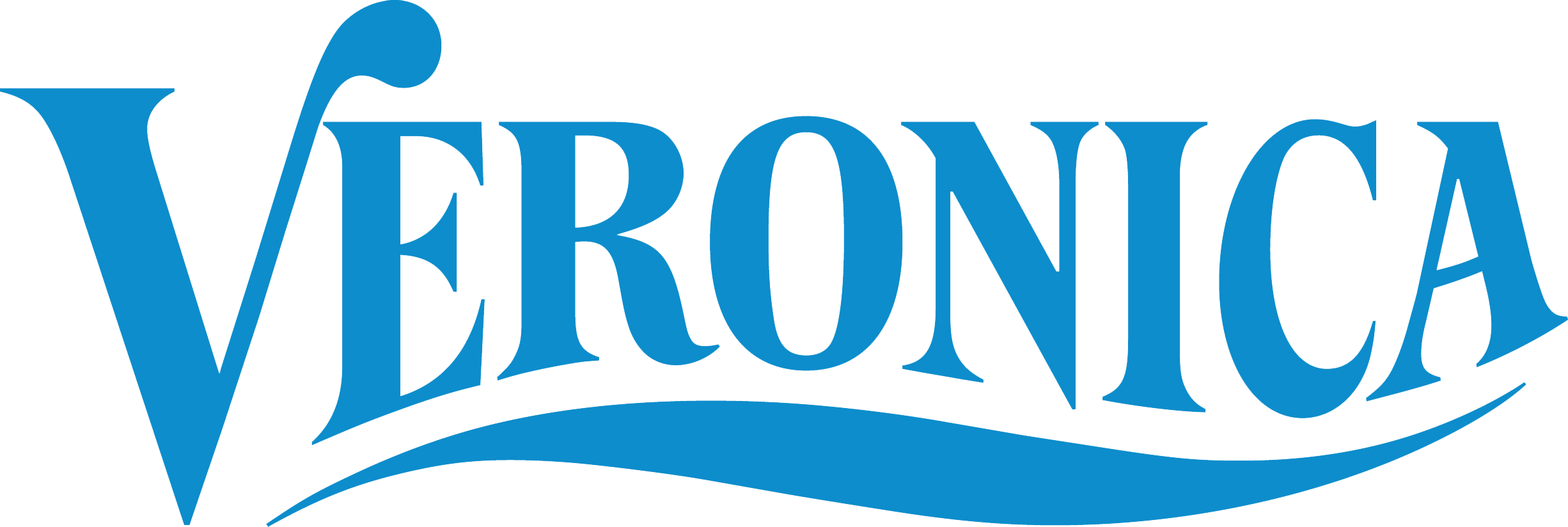
Logo współczesnego radia Veronica

W latach 20. XXI w Niderlandach radia słuchało 13,2 milionów osób; słuchalność Radia Veronica w ujęciu tygodniowym wynosiła ponad milion słuchaczy. Do konsorcjum TALPA oprócz Veroniki należą również Radio 10, Sky Radio, Radio 538, wszystkie założone przez byłych pracowników i DJ-ów Radio Caroline, a ich łączna liczba słuchaczy wynosiła ok. 9 milionów. 